# New South Wales
| Flagge                        | Wappen                                     |
| ----------------------------- | ------------------------------------------ |
| Flagge                        | Wappen                                     |
| (Details)                     | (Details)                                  |
| Basisdaten                    |                                            |
| Hauptstadt:                   | Sydney                                     |
| Fläche:                       | 800.642 km²                                |
| Einwohner:                    | 8.188.651 (2021)                           |
| Bevölkerungsdichte:           | 10,23 Einwohner je km²                     |
| ISO 3166-2:                   | AU-NSW                                     |
| Zeitzone:                     | UTC+10 AEST UTC+11 AEDT (Oktober bis März) |
| Höchster Punkt:               | 2228 m (Mount Kosciuszko)                  |
| Offizielle Website:           | www.nsw.gov.au                             |
| Politik                       |                                            |
| Gouverneurin:                 | Margaret Beazley                           |
| Premierminister:              | Chris Minns (Labor)                        |
| Parlamentssitze:              | 50 (Repräsentantenhaus) 12 (Senat)         |
| Karte                         |                                            |
| New South Wales in Australien |                                            |

New South Wales [ˈnjuː ˌsaʊθ ˈweɪlz] (deutsch Neusüdwales, seltener Neu-Süd-Wales, Abkürzung: NSW) ist ein Bundesstaat im Südosten Australiens mit Sydney als Hauptstadt. Er grenzt an Victoria im Süden, South Australia im Westen und Queensland im Norden. Im südöstlichen Teil umschließt New South Wales das Australian Capital Territory. Mit rund 8,2 Millionen Einwohnern, knapp einem Drittel der Bevölkerung Australiens, ist er der bevölkerungsreichste Bundesstaat Australiens.

## Geographie
New South Wales liegt im Südosten des australischen Kontinents mit einer langen Küste zur Tasmansee, weiten flachen Ebenen im Westen, der Great Dividing Range mit dem Hochland von New England im Norden, den Blue Mountains in der Mitte sowie dem höchsten Gebirge Australiens, den Snowy Mountains mit dem Mount Kosciuszko (2228 m), im Süden. Die Gesamtfläche dieses Bundesstaates beträgt 800.642 km²; er ist damit ungefähr dreimal so groß wie Großbritannien. Der Murray River, der zweitlängste Fluss Australiens, entspringt den Snowy Mountains und bildet die Grenze zu Victoria. In ihn mündet der aus den Quellflüssen Culgoa River (der aus Queensland in südöstlicher Richtung nach New South Wales einfließt) und Barwon River entstandene Darling River, der mit seinen Quellflüssen das längste Flusssystem Australiens bildet.
New South Wales grenzt an die Bundesstaaten Queensland im Norden, South Australia im Westen und Victoria im Süden.

## Geschichte
New South Wales wurde 1770 vom englischen Seefahrer Captain James Cook entdeckt. Aufzeichnungen der Endeavour belegen, dass Cook den Namen New Wales erstmals auf der Fahrt zwischen Possession Island und Batavia (dem heutigen Jakarta) verwendete; in den Aufzeichnungen über die Weiterreise von Batavia zum Vereinigten Königreich wurde der Name jedoch in New South Wales geändert. Es wurde spekuliert, dass er diesen Namen wählte, weil er die dortigen Landschaftsformen mit denen von Südwales verglich und damit der ersten britischen Kolonie in Australien ihren Namen gab. Es gibt jedoch keine Belege für diese Spekulation und es gibt mehrere andere Theorien für diese Benennung.
Die erste europäische Flotte (First Fleet) mit 11 Schiffen der Royal Navy unter dem Kommando von Captain Arthur Phillip landete in Port Jackson (Sydney) am 26. Januar 1788. 1030 Menschen, vorwiegend Strafgefangene und ihre Wachen, hatten die Aufgabe, in der Sträflingskolonie Australien eine Kolonie zu gründen. In den ersten Jahren herrschte Hunger, da keine Pflüge und Zugtiere mitgebracht worden waren, die Sträflinge kaum landwirtschaftliche Kenntnisse hatten, mitgebrachte Pflanzen bald eingingen und sich der Boden als wenig ertragreich erwies.
Die ersten Kontakte mit den einheimischen Aborigines galten als freundlich; so war Bennelong ein Vermittler zwischen den Kulturen. 1790 erreichte mit der Second Fleet das New South Wales Corps Australien, das später durch die Rum-Rebellion gegen William Bligh in die Geschichte einging. Erst 1792 konnte sich die Kolonie fast selbst versorgen und ab 1793 kamen die ersten freien Siedler.
1809 übernahm Lachlan Macquarie als Gouverneur von New South Wales die Verwaltung der Kolonie; in diese Zeit fallen umfangreiche Infrastrukturmaßnahmen.
New South Wales umfasste ursprünglich den ganzen Osten Australiens. 1825 wurde Tasmanien als eigenständige Kolonie errichtet. 1836 wurden South Australia, 1851 Victoria und 1859 Queensland nicht mehr von der Kolonialregierung von New South Wales verwaltet, sondern wurden eigenständige Kolonien. 1901 schlossen sich die britischen Kolonien im Australischen Bund zusammen. 1911 wurde das Australian Capital Territory (Abkürzung: ACT, mit Canberra, der neu geschaffenen Hauptstadt Australiens) ausgegliedert, 1915 das Jervis Bay Territory.

Bundesstaaten und Territorien im Laufe der Zeit

Als erster von Sydney unabhängiger Ort im Inland wurde Goulburn 1833 gegründet.

## Bevölkerung
Die ursprünglichen Bewohner von New South Wales waren Aborigines unter anderem aus den Völkern der Darug und Eora, die vor etwa 40.000 bis 60.000 Jahren nach Australien kamen. Nachdem zunächst eingeschleppte Krankheiten wie Pocken mehr als 50 % der Aborigines töteten, waren gewaltsame Auseinandersetzungen mit Siedlern und eine Welle von Massakern für weitere Todesopfer verantwortlich. Heute machen sie mit rund 130.000 Einwohnern nur noch etwa 2,5 % der Bevölkerung aus.
New South Wales ist der älteste und nach Victoria der am zweitdichtesten besiedelte Bundesstaat Australiens. Es gibt ca. 8 Millionen Einwohner, vor allem an der Küste und in Sydney. Das ist etwa ein Drittel der australischen Gesamtbevölkerung, was die wirtschaftliche Bedeutung unterstreicht.
| Rang | Stadt                   | Bevölkerung Juli 2016 |
| ---- | ----------------------- | --------------------- |
| 1    | Sydney                  | 4.321.534             |
| 2    | Newcastle               | 322.279               |
| 3    | Central Coast           | 307.740               |
| 4    | Wollongong              | 261.897               |
| 5    | Albury-Wodonga          | 83.102                |
| 6    | Maitland                | 78.019                |
| 7    | Wagga Wagga             | 48.263                |
| 8    | Coffs Harbour           | 48.221                |
| 9    | Port Macquarie          | 44.811                |
| 10   | Orange                  | 37.181                |
| 11   | Dubbo                   | 34.335                |
| 12   | Tamworth                | 33.882                |
| 13   | Bathurst                | 33.581                |
| 14   | Nowra                   | 30.856                |
| 15   | Blue Mountains-Katoomba | 29.320                |

| Entwicklung | Entwicklung   |
| Zensusjahr  | Einwohnerzahl |
| ----------- | ------------- |
| 1996        | 6.006.206     |
| 2001        | 6.326.579     |
| 2006        | 6.549.179     |
| 2011        | 6.917.658     |
| 2016        | 7.480.228     |
| 2021        | 8.188.651     |

## Verwaltungsgliederung
New South Wales wird in 14 Regionen eingeteilt:
- Central West (CW)
- Far West (FW)
- Hunter (HT)
- Illawarra (IL)
- Mid-North Coast (NC)
- Murray (MR)
- Murrumbidgee (MG)
- North Western (NW)
- Northern Rivers (NR)
- Richmond-Tweed (RT)
- South Eastern (SE)
- Sydney Inner (SI)
- Sydney Outer (SO)
- Sydney Surrounds (SS)

Darüber hinaus gibt es 152 lokale Selbstverwaltungsgebiete, siehe Local Government Areas in New South Wales.
Auf der Ebene der Katastraleinheiten gliedert sich New South Wales in 141 Countys, die weiter in 7300 (historisch 7419) Parishes und auf der untersten Ebene in Hundreds untergliedert werden.

## Klima und Vegetation
New South Wales hat Anteil an unterschiedlichen Klimazonen, wobei die südlichen Küstenregionen ein kühlgemäßigtes Seeklima aufweisen, das sich nach Norden hin allmählich zu den Subtropen verschiebt. In den Mittelgebirgen überwiegt gemäßigtes Klima mit kühlen Wintern und relativ milden Sommern. Im größten Teil des Bundesstaates über das Landesinnere und den Osten hinweg herrscht hingegen ein arides und semiarides Klima kontinentaler Prägung. Die Niederschläge nehmen von jährlich 1500 mm an der Küste auf unter 200 mm im Landesinneren ab, wohingegen die Temperatur von der Küste zum Landesinneren zunimmt. Die Vegetation folgt dieser Niederschlagsstaffelung mit dichten Eukalyptuswäldern, offenen Strauch- und schließlich Grassteppen bis zum Bereich halb wüstenhafter Gebiete. Einen Sonderfall bildet die Great Dividing Range, ein Gebirgszug in nordsüdlicher Richtung: Hier sind die Niederschläge höher und die Temperaturen weisen stärkere Schwankungen auf. Die Australischen Alpen im Süden haben ein alpines Klima und liegen zum Teil oberhalb der Baumgrenze. Hier kommt es zum Teil auch im Sommer zu Schneefällen und Frost.
New South Wales unterliegt einem starken Einfluss des Southern Oscillation: Feuchte Jahre mit guten Weizenerträgen werden immer wieder von Dürreperioden abgelöst, die durch El Niño hervorgerufen werden.
Die wärmsten Monate sind Januar und Februar; am kühlsten ist es im Juli. In den Frühlingsmonaten kommt es hier immer wieder zu Starkregen und Überschwemmungen, wie bei den Überschwemmungen im Juli 2022.

## Wirtschaft
New South Wales ist wirtschaftlich der bedeutendste Bundesstaat Australiens mit bedeutenden Vorkommen von Blei, Kohle, Kupfer, Zink, Silber, Gold und anderen Erzen. Zur besseren Erkundung und zwecks Aufsicht über das Montanwesen schuf man 1875 die staatliche Behörde Geological Survey of New South Wales. Wichtig sind auch die Schaf- und Rinderzucht im Westen sowie Weizenanbau und Obstkulturen in Bewässerungsgebieten. Daneben gibt es mit dem Hunter Valley ein international bekanntes Weinanbaugebiet. In der Küstengegend liegen die wichtigen Industriestandorte Sydney, Newcastle und Wollongong. Darüber hinaus ist Sydney Sitz des australischen Finanzzentrums und hat in North-Ryde große Ansiedlungen von Technologie-Firmen.

## Universitäten
- Australian Catholic University (ACU), Brisbane, Sydney, Canberra, Ballarat, Melbourne
- Charles Sturt University (CSU), Bathurst
- Macquarie University (MACQUARIE), Campus North Ryde
- Southern Cross University (SCU), Coffs Harbour
- University of New England (UNE), Armidale
- University of New South Wales (UNSW), Sydney
- University of Newcastle (NEWCASTLE), Callaghan
- University of Sydney (USYD), Sydney
- University of Technology, Sydney (UTS), Sydney
- University of Western Sydney (UWS), Sydney
- University of Wollongong (UoW), Wollongong